# Ernest Buckler
Pour les articles homonymes, voir Buckler.
Ernest Buckler (19 juillet 1908 - 4 mars 1984) est un romancier et nouvelliste canadien surtout connu pour son roman de 1952, The Mountain and the Valley et la nouvelle The First Born Son. « Depuis sa publication en 1954, la nouvelle d'Ernest Buckler sur la vie de David Canaan dans la vallée d'Annapolis, The Mountain and the Valley, s'est progressivement imposée comme une pierre de touche du modernisme canadien. Sa présence continue dans les cours de littérature canadienne et ses effets sur des écrivains comme Margaret Laurence et Alice Munro attestent de sa puissance en tant que roman explorant l'expérience imaginative ».

## Biographie
Buckler est né dans le village de West Dalhousie, en Nouvelle-Écosse, où il a fréquenté une école à classe unique. Il était boursier à l'Université Dalhousie (B.A., 1929) et étudiant en philosophie à l'Université de Toronto (M.A., 1930). Après avoir obtenu son diplôme, il est resté à Toronto où il a travaillé comme actuaire, jusqu'en 1936, date à laquelle il est retourné dans la région rurale de la Nouvelle-Écosse, pour finalement s'installer dans une ferme à Centrelea près de Bridgetown.
En 1967, il a reçu la Médaille du centenaire du Canada et en 1974, il a été fait Officier de l'Ordre du Canada.
En 1978, il a reçu la médaille Leacock pour Whirligig.

### Nouvelles
- The Mountain and the Valley. New York City: Henry Holt, 1952.
- The Cruelest Month, 1963.

### Autres œuvres
- Ox Bells and Fireflies: A Memoir. Toronto: McClelland and Stewart, 1968; New York: Knopf, 1968.
- Nova Scotia: Window on the Sea. Toronto: McClelland and Stewart, 1973.
- The Rebellion of Young David and Other Stories. Toronto: McClelland and Stewart, 1975.
- Whirligig. Toronto: McClelland and Stewart, 1977.
- The Harness
- The Locket'
- Penny in the Dust, 1927.
- The Clumsy One
- The Bars and the Bridge
- Long, Long After School